# TV Slagalica
TV Slagalica oder kurz Slagalica (serbisch-kyrillisch ТВ Слагалица, Слагалица; deutsch: Puzzle TV) ist das am längsten laufende Quiz Serbiens, produziert vom serbischen Fernsehsender RTS. Es basiert auf der britischen TV-Sendung Countdown. Am 22. November 1993 ging die Show um 19:00 Uhr erstmals auf Sendung. Sie setzt sich aus fünf Spielen und drei Bereichen zusammen; Wörter raten, rechnen und Allgemeinwissen. Am Ende jeder Show bekommen die Kandidaten Gewinnpreise.

## Die Sendung
Zu Beginn hieß die Show Muzička Slagalica (deutsch: Musik Puzzle). Die Produzenten veränderten das Erscheinungsbild der Serie mehrfach, das Studio-Design sowie Sponsoren, Preise und den Namen (zu TV Slagalica). Die Sendezeit wurde ebenfalls mehrfach geändert.
Seit Mai 2007 wurde sie täglich um 19:00 Uhr ausgestrahlt. Die 70. Staffel begann im September 2011.

### Zuschauerquoten
Die Sendung erreichte trotz veralteter Technik eine Durchschnittsquote von 1,5 Millionen Zuschauer.

## Spiele

### Slagalica - Igra sa slovima (deutsch:Spiel mit Buchstaben)
Ein Computer zeigt Buchstaben des serbischen Alphabets. Der erste Kandidat sagt zwölfmal „Stop“, damit zwölf Buchstaben angezeigt werden. Die beiden Kandidaten versuchen das längste serbische Wort zu erarbeiten, das sie aus den zwölf Buchstaben bilden können. Jeder Buchstabe ist 2 Punkte wert. Die Person, die das Wort mit mehr Buchstaben gebildet hat, gewinnt.

### Moj Broj - Igra sa brojevima (deutsch:Spiel mit Zahlen)
Das Spiel Igra sa brojevima funktioniert ähnlich wie das Spiel Igra sa slovima, jedoch werden anstatt Buchstaben Zahlen angezeigt. Damit muss ein angegebenes Ergebnis so genau wie möglich ausgerechnet werden.

### Spojnice - Igra spajanja pojmova (deutsch:Spiel; Begriffe verbinden)
Zehn Wörter auf der rechten Seite und zehn auf der linken Seite werden am Bildschirm angezeigt. Die Teilnehmer müssen die Begriffe verbinden. Jeder Teilnehmer bekommt neue Wörter und muss wiederum zehn Paare verbinden.

### Skočko (vergleichbar mit Mastermind)
Jeder Spieler spielt einmal und hat sechs Versuche, vier Symbol-Kombinationen zu erraten. Wenn der Spieler nicht die Kombination errät, hat der andere Spieler einen Versuch, um die Gegner-Kombination zu erraten. Skočko bezieht sich auf das Maskottchen der Show, das auch eines der sechs Symbole ist, mit denen man Kombinationen bilden kann. Weitere Symbole sind Herz, Kreuz, Karo, Pik und Stern.

### Ko zna, zna (Allgemeinwissen-Spiel)
Zehn Fragen zum Allgemeinwissen werden gestellt. Jede Frage ist zehn Punkte wert. Wenn der erste Kandidat die Antwort nicht weiß, bekommt der zweite Teilnehmer eine Chance zu antworten und umgekehrt. Allerdings verliert der Kandidat fünf Punkte, wenn er die Frage falsch beantwortet. Dieses Spiel bringt die meisten Punkte für die Spieler.

### Asocijacije (Wörter-verbinden-Spiel)
Die Kandidaten müssen acht verbundene Wörter lösen. Sie haben fünf Minuten dazu.